# Диселенид церия
Диселенид церия — бинарное неорганическое соединение
селена и церия
с формулой CeSe2,
кристаллы.

## Получение
- Сплавление стехиометрических количеств чистых веществ:

{\displaystyle {\mathsf {2Se+Ce\ {\xrightarrow {750^{o}C}}\ CeSe_{2}}}}

## Физические свойства
Диселенид церия образует кристаллы нескольких модификаций:
- тетрагональная сингония, пространственная группа P 4/nmm, параметры ячейки a = 0,8439 нм, c = 0,8489 нм, структура типа диселенида лантана LaSe2
- моноклинная сингония, пространственная группа P b, параметры ячейки a = 0,8420 нм, b = 0,4210 нм, c = 0,8482 нм, β = ≈90° [1][2].

Соединение образуется по перитектической реакции при температуре 750°C.